# Levalloistechnik

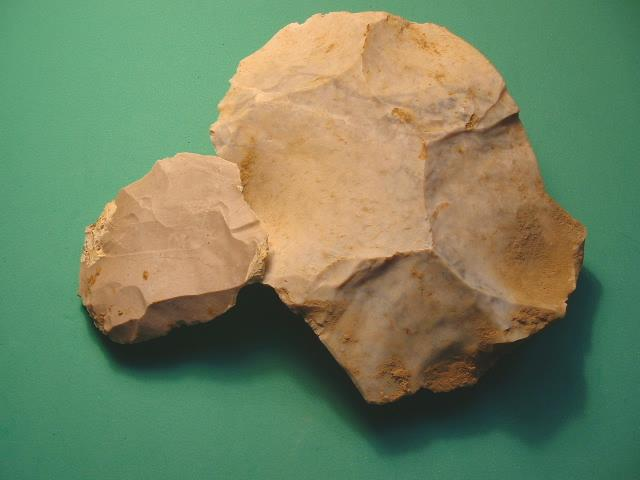
Kernstein und Abschlag aus Silex, Haute-Saone

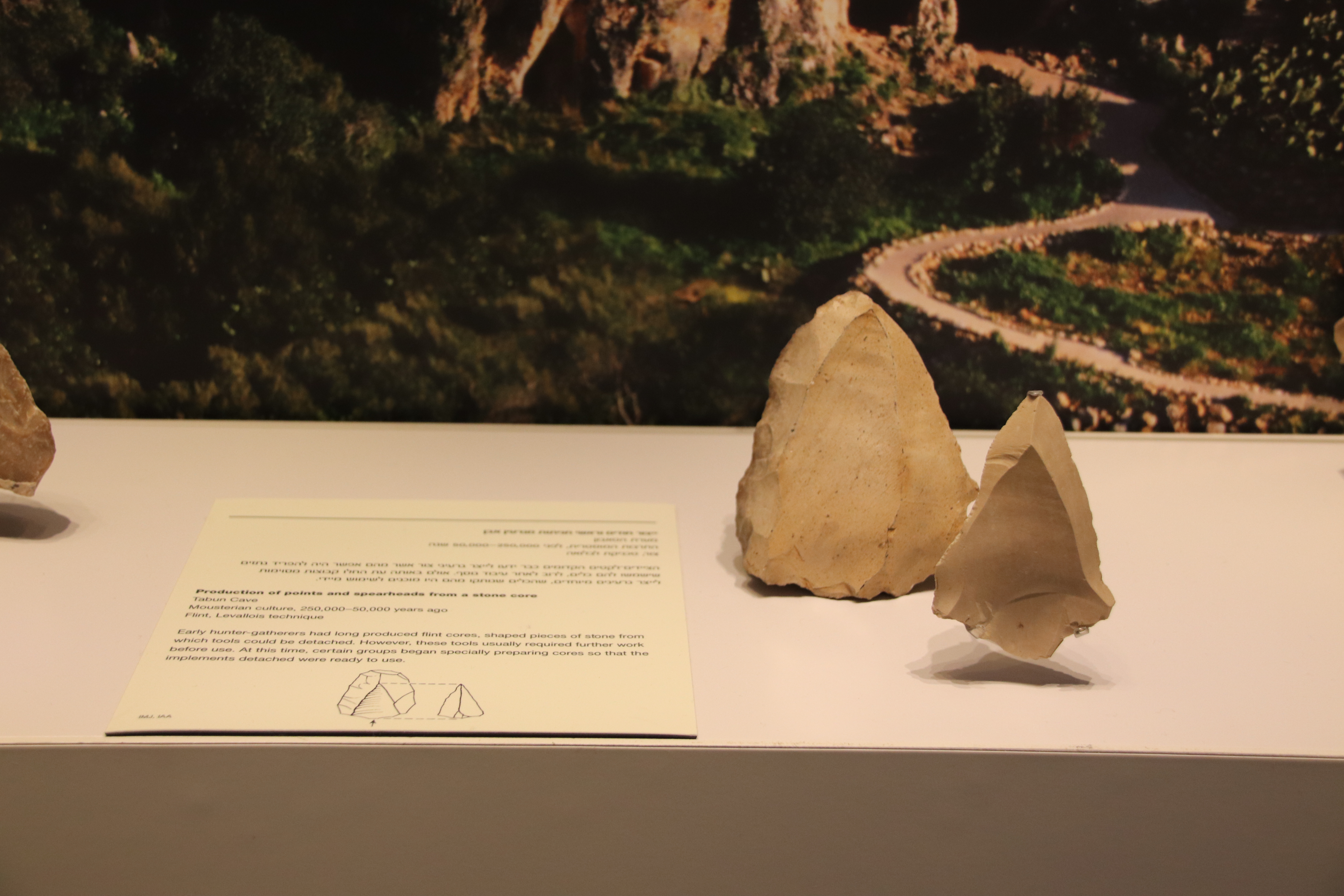
Levalloistechnik aus der Tabun Cave

Die Levalloistechnik (Levallois-Technik oder Schildkern-Technik) war in Europa die typische Abschlagtechnik des Neandertalers bei der Bearbeitung von Feuerstein (Silex). Im nördlichen Mitteleuropa ist die Levalloistechnik erstmals während des Acheuléen im Vorfeld der Saaleeiszeit vor etwa 200.000 Jahren belegt, wo sie innerhalb von Acheuléen-Fundinventaren meist als Teilmenge vorkommt. Seit Mitte der 1960er Jahre wird von Prähistorikern der Beginn des Mittelpaläolithikums (= Mittlere Altsteinzeit) mit dem ersten Auftreten von Levallois-Grundformen definiert, da diese in einem fünfstufigen Entwicklungsmodell der Steinbearbeitungstechniken als „Mode-III-Technik“ gilt, das Acheuléen als „Mode-II-Technik“.
Die Bearbeitungstechnik beschrieb erstmals Victor Commont im Jahre 1909. Henri Breuil bezeichnete das Levalloisien 1931 als eigenständige Kulturstufe. Als Typuslokalität dienten Funde aus Levallois-Perret, nordwestlich von Paris. Heute wird das Levalloisien als Chronostufe nicht mehr verwendet. Stattdessen wird die Levalloistechnik als Bearbeitungstechnik im europäischen Acheuléen, Moustérien und Châtelperronien angesehen. Ähnliche oder identische Techniken sind seit mindestens 300.000 Jahren in Afrika und Asien belegt.

## Technologische Kennzeichen

Levalloiskern und bevorzugter Zielabschlag

Gekennzeichnet ist diese Technologie durch eine aufwendige Präparation des Kernsteins, bevor ein Abschlag durch einen einzelnen gezielten Schlag gewonnen werden kann (auch „Schildkern-Technik“ genannt). Die so erzielten Abschläge sind häufig sehr groß und dünn und weisen umlaufend scharfe Kanten auf. Diese Abschlagtechnik rationalisierte den Einsatz des gesuchten Rohstoffes Stein und führte zur Verfeinerung der damit hergestellten Werkzeuge. Hergestellt wurden neben den Levallois-Zielabschlägen auch Klingen, Spitzen und Schaber.
In jüngerer Zeit wird diskutiert, dass Levallois-Typen des frühen Middle Stone Age in Afrika den Ausgangspunkt für eine getrennte Entwicklung gebildet haben: Während solche Werkzeuge im subsaharischen Afrika mit Homo sapiens assoziiert sind, entwickelten in Europa Neandertaler das Levallois-Konzept eigenständig weiter. Erst vor einigen Jahren wurden in Nordafrika (Djebel Irhoud) und in der Levante (Misliya-Höhle) Levallois-Typen mit frühen Vertretern des Homo sapiens gefunden. Anzeichen für die Assoziation von Levallois-Werkzeugen mit Homo sapiens gab es seit längerer Zeit vom israelischen Fundplatz Es Skhul, die jedoch aus einer vergleichsweise flachen stratigraphischen Abfolge kamen und daher als schlecht archäologisch dokumentiert galten.

### Victoria-West-Technik
Diese Technik, benannt nach einer Fundstelle in Südafrika, ist lange als Proto-Levalloistechnik angesehen worden. Der Kern, von dem die Abschläge erfolgten, ist hier eher breit als lang. Eine neuere Untersuchung zeigt keine genealogischen Zusammenhänge zu Inventaren mit Levalloistechnik in Europa und bezeichnet sie treffender als Para-Levalloistechnik. Daher besteht kein Anlass, die Genese der Levalloistechnik in Südafrika zu verorten.

### Levallois-Spitzen

Herstellung einer Levallois-Spitze

Einige Bearbeiter sind der Ansicht, dass Levalloisspitzen die eigentlichen Zielprodukte der gesamten Levalloistechnik seien. Dabei wird auf der Abbauseite des Kerns durch gegenläufige oder gleichgerichtete Abschlagnegative ein Leitgrat angelegt, der die spitz zulaufende Form der Levalloisspitze ermöglicht.
Die Nutzung von Levallois-Spitzen für Jagdspeere kann mit einem Befund aus Syrien bewiesen werden, wo eine solche Projektilspitze noch im Wirbelknochen eines Afrikanischen Esels steckte. Der Fund wurde in Moustérien-Schichten gemacht.
Zeitgleich gibt es ebenfalls in Syrien einen Nachweis von Schäftungsklebstoff an einer Levallois-Spitze. Das im Gebiet der Levante und Syrien natürlich vorkommende Bitumen bot hier einen frei verfügbaren Klebstoff, der schon vor ca. 50.000 Jahren genutzt wurde.

## Kritik des Levallois-Konzeptes
Da in den vergangenen Jahrzehnten unter Levallois-Technik, der Technik des „Präparierten Kerns“, einerseits zum Teil bereits das Vorhandensein zentripetaler Abschlagnegative, andererseits lediglich der präformierte Schildkern verstanden wurde, bestand bis vor wenigen Jahrzehnten große Subjektivität in der Ansprache von Levallois-Grundformen. In einem Experiment wurde 1986 ein Inventar von Ault (Nordfrankreich) von drei erfahrenen Archäologen unabhängig auf seinen Levallois-Anteil untersucht, wobei nur zu 69 % Übereinstimmung in der Ansprache erzielt wurde. Es bestand also ein subjektiver Faktor bei der Klassifikation von Levallois-Grundformen gegenüber anderen Abschlagtechniken.

## Fundstellen in Deutschland

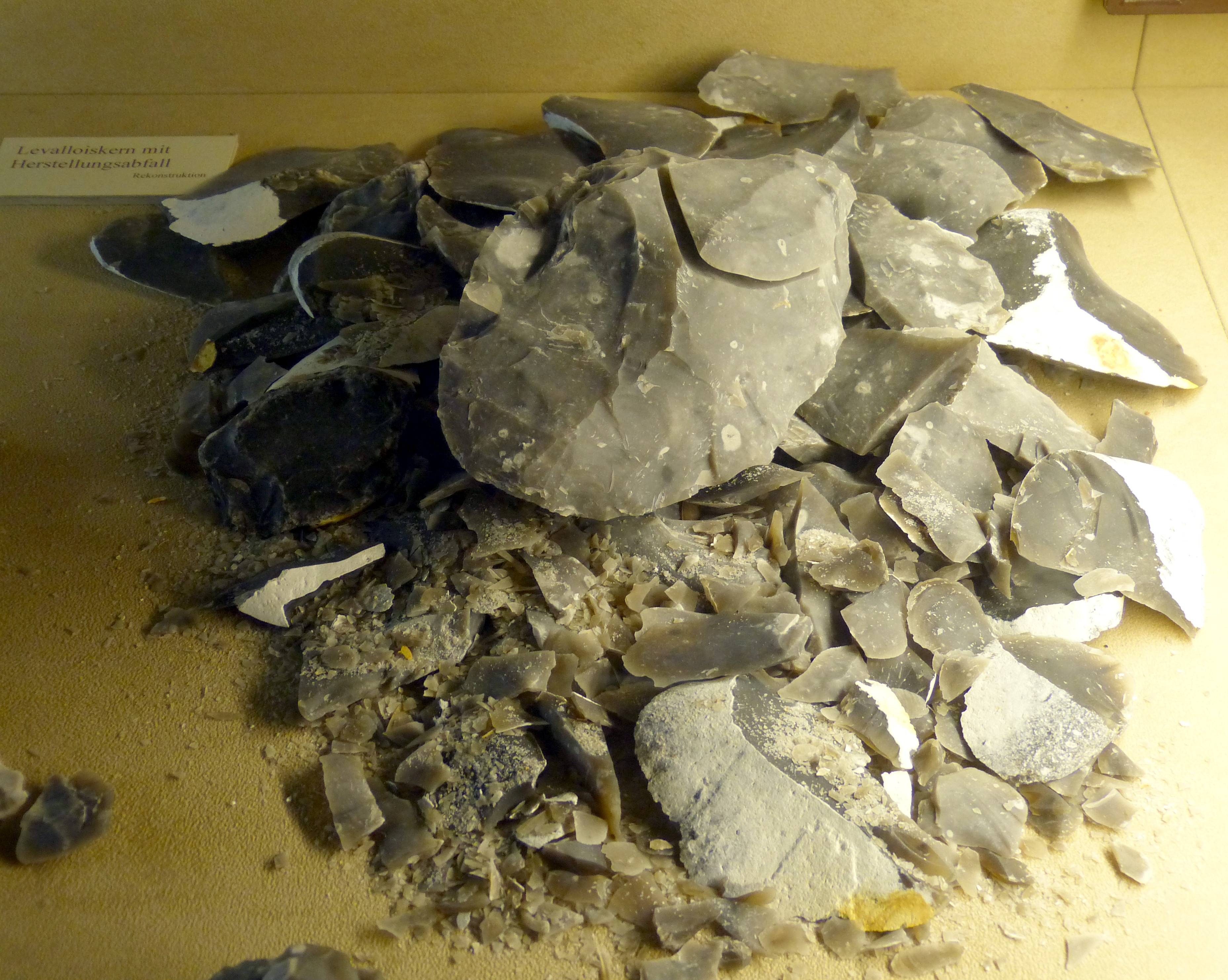
Levalloiskern mit Abfall

- Tagebau Neumark-Nord im Geiseltal, südlich von Halle
- Eythra, Zwochau und Markkleeberg bei Leipzig
- Lübbow und Woltersdorf (Landkreis Lüchow-Dannenberg)
- Salzgitter-Lebenstedt („Lebenstedter Gruppe“, heute ins Micoquien gestellt)
- Rheindahlen (bei Mönchengladbach)